# 康奈利斯普林斯 (北卡羅萊納州)
康奈利斯普林斯（英語：Connelly Springs）是一個位於美國北卡羅萊納州伯克縣的城鎮。

## 人口
根據2020年美國人口普查的數據，康奈利斯普林斯的面積為12.93平方千米，皆為陸地。當地共有人口1529人，而人口密度為每平方千米118人。